# Dodeskaden – Menschen im Abseits
Dodeskaden – Menschen im Abseits (Originaltitel: どですかでん) ist ein Film von Akira Kurosawa aus dem Jahr 1970. Der auf einer Sammlung von Erzählungen des japanischen Autors Yamamoto Shūgorō unter dem Titel Kisetsu no mai machi („Stadt ohne Jahreszeiten“) basierende Film war der erste Farbfilm Kurosawas.

## Filmtitel
Das vom Autor Yamamoto Shūgorō erfundene Wort Dodeskaden legt er dem behinderten Jungen in den Mund, der damit das Geräusch einer über die Schienen ratternden imaginären Straßenbahn, die er selber führt, beschreiben will (in Abweichung von dem gängigen japanischen Onomatopoetikum für dieses Geräusch: „gatan-goton“).

## Handlung
Der Film zeichnet das Leben zahlreicher Menschen in einem Tokioter Slum in Form von Einzelepisoden ohne durchgehende Handlung nach. Der teilweise sehr surreal anmutende Film zeigt das Leben in Armut und Hoffnungslosigkeit, mit denen sich die Bewohner dennoch arrangieren. Protagonist des Films ist der geistig behinderte Roku-chan.

## Hintergrund
Richie beschreibt Dodeskaden als „heiteren kleinen Film“ („gay little film“). Die Leichtigkeit der Behandlung eines so ernsten Themas scheint unerwartet angesichts des ernsthaften Zerwürfnisses Kurosawas mit seiner Produktionsfirma, die ihn gefeuert hatte, unerwartet insbesondere auch, weil er ein Jahr später einen Selbstmordversuch unternehmen sollte. Aber er sagt: „Wenn ich diesen Film in ernsthafter Manier gedreht hätte, wäre er unerträglich deprimierend geworden.“

## Kritik
„Kurosawas erster Farbfilm verbindet soziales Engagement und humanistisches Pathos mit eigenwilliger ästhetischer Stilisierung. Die subtile Farbdramaturgie und die Künstlichkeit der Dekors betonen den parabelhaften, abstrakten Charakter der einzelnen Episoden.“

„Eine Episode aus Kurosawas Dodeskaden: Eine Frau kehrt nach einem ‚Fehltritt‘ zu ihrem erblindeten Mann zurück.[…] Der letzte Schnitt zeigt die Frau wieder draußen, ihr Gesicht vor dem leeren Himmel in Großaufnahme ist unendlich traurig, aber gefasst in der Würde des Unabänderlichen. Warum: das Unabänderliche? Wer, wie Leute aus dem Jungen Westen, Liebe eher ‚Beziehung‘ nennt und ihre Verwicklungen eine ‚Kiste‘; wer die Sprache bis zur ‚Aussprache‘ zu treiben gewohnt ist, wird diesen Szenen die Erschütterung verweigern und diese durch Empörung ersetzen.“